# Aardonyx celestae
Aardonyx celestae („zemní dráp“) byl poměrně veliký, po čtyřech i po dvou se pohybující býložravý prosauropod, který žil asi před 195 milióny let (spodní jura) na území dnešní Jihoafrické republiky. Představuje jakýsi přechodný článek mezi prosauropody a sauropody.

## Popis
Aardonyx celestae měřil na délku asi 6,5 metru a je tak jedním z prvních velkých dinosaurů. Jediný známý druh A. celestae byl popsán v listopadu roku 2009.
Výzkum fosilií tohoto dinosaura prokázal, že rostl velmi rychle (jeho růst procházel tzv. rapidní fází). Jedná se o první doklad rychlé fáze růstu u takto vývojově primitivního sauropodomorfa.

## Zařazení
Podobným a příbuzným rodem byl také jiný jihoafrický sauropodomorf, taxon Sefapanosaurus.